# Sahibzada Ajit Singh Nagar
Sahibzada Ajit Singh Nagar (comunemente abbreviata in SAS Nagar ma conosciuta anche con il vecchio nome di Mohali) è una città dell'India di 123.284 abitanti, capoluogo del distretto di Sahibzada Ajit Singh Nagar, nello stato federato del Punjab. In base al numero di abitanti la città rientra nella classe I (da 100.000 persone in su).

## Geografia fisica
La città è situata a 30° 42' 30 N e 76° 43' 07 E.

## Infrastrutture e trasporti

### Aeroporti
Nella città è presente l'Aeroporto Internazionale di Chandigarh.

## Società

### Evoluzione demografica
Al censimento del 2001 la popolazione di SAS Nagar assommava a 123.284 persone, delle quali 65.570 maschi e 57.714 femmine. I bambini di età inferiore o uguale ai sei anni assommavano a 12.810, dei quali 7.216 maschi e 5.594 femmine. Infine, coloro che erano in grado di saper almeno leggere e scrivere erano 102.188, dei quali 55.590 maschi e 46.598 femmine.